# Contestation anti-austérité québécoise de 2015
 (mars 2017).
La contestation anti-austérité québécoise de 2015 est l'ensemble des événements, mouvements sociaux et perturbations amorcés dans la semaine du 22 février 2015. Cette grève et ce mouvement de protestation est principalement en réponse aux mesures d’austérités annoncées tout au cours de l’automne 2014, certaines prenant effet immédiatement et d’autres au budget québécois 2015-2016 du gouvernement du Parti libéral de Philippe Couillard.

## Contexte
À la suite de l'élection générale de 2014, le nouveau gouvernement Couillard entame une politique de refonte du rôle du gouvernement. Qualifiée d'austérité par plusieurs, le gouvernement lui préfère le terme de "rigueur budgétaire". Comme dans les plans de ce type, le gouvernement Couillard annonce, dans les mois suivants son arrivée au pouvoir, des hausses de tarifs (électricité, CPE, etc.) et des coupures dans l'ensemble des services publics.
Ces coupures sont dénoncées par de nombreux intervenants sociaux et des services publics. Entre autres effets, des Centre de la Petite Enfance, après avoir coupé dans les services éducatifs, pourraient devoir couper dans les petits déjeuners offerts aux enfants. De même, les directions des cinq CEGEP du Bas-Saint-Laurent s’unissent pour dénoncer les coupures dans l’éducation.
De leur côté, les étudiants en grève présentent des propositions alternatives aux politiques d’austérité pour répondre aux accusations du gouvernement et de nombreux commentateurs que leurs revendications seraient « floues ». Invités à commenter, trois des quatre partis représentés à l’Assemblée Nationale (le PQ, la CAQ et Québec solidaire) réagissent; seul le PLQ, au pouvoir, refuse tout commentaire.
De manière générale, si la majorité de la population semble être en accord avec l’objectif d’un budget équilibré, la manière dont le gouvernement Couillard procède semble être désapprouvée. Même des économistes remettent en question le choix de société imposé. En revanche, les milieux financiers appuient inconditionnellement les mesures du gouvernement Couillard en reprenant sa dénomination de « rigueur budgétaire », tant que Conseil du patronat, que la Chambre de commerce du Montréal métropolitain,

## Historique
Le mouvement s’est amorcé essentiellement le 22 février 2015, par une manifestation organisée par les Profs contre l’austérité, première d’une série de 85 actions dans la semaine, organisée par la vaste Coalition opposée à la tarification et à la privatisation des services publics, en plus de 80 autres activités diverses.
Le 7 mars : Marche des femmes contre l’austérité, à l’occasion de la Journée mondiale des femmes.
Le 21 mars : grande manifestation contre l’austérité à Montréal, rassemblant entre 5 000 et 10 000 personnes.
Le 23 mars : début de la grève étudiante de 2015 qui s’inscrit dans le mouvement de grève sociale contre l’austérité.
Le 28 mars : manifestation Debout contre Hydro pour protester contre les nouvelles hausses de tarifs d’électricité et contre l’installation des nouveaux compteurs radio-émetteurs à basse fréquence,.
Le 30 mars : Des membres de la Coalition opposée à la tarification et à la privatisation des services publics réussissent à perturber l’allocution du ministre des Finances, Carlos Leitão, devant la Chambre de commerce du Montréal métropolitain,,
Le 31 mars : L’exécutif de l’ASSÉ publie une invitation à suspendre la grève étudiante jusqu’à l’automne,
Le même jour, le FRAPRU annonce son intention d’installer,
pour le 21 mai, au centre-ville de Montréal un Camp pour le droit au logement, avec l’appui de nombreuses personnalités,
Le 1er avril : 87 000 personnes ferment leur disjoncteur pendant une heure entre 19h et 20h pour protester contre la nouvelle hausse des tarifs d’électricité décrétée par Hydro-Québec
Le 2 avril : grande manifestation contre l’austérité à Montréal, rassemblant entre 30 000 et 100 000 personnes,,,,,
Le 5 avril : pendant le congrès national des membres de l’ASSÉ, ceux-ci démettent l’exécutif pour avoir outrepassé son mandat en publiant sa lettre du 31 mars.
Le 8 avril : à la suite de l’escalade à l’UQAM, intervention « musclée » de la police au pavillon J.A.-De Sève.

## Organisation et moyens de pression
Le mouvement de grève sociale n’a pas été organisé par des fédérations étudiantes, ni par les syndicats. En fait, il n’y a pas eu d’organisateur comme tel, mais plutôt des « initiateurs », regroupés dans un collectif baptisé Printemps 2015.

« Eux-mêmes se définissent comme suit : « Printemps 2015 est un ensemble de comités de mobilisation qui ont décidé de se rassembler sous une même bannière, celle des Comités Printemps 2015. Ce qui relie ces comités, c’est d’abord et avant tout la croyance dans le fait que le printemps 2015 sera un moment crucial pour lutter contre l’austérité et les hydrocarbures. La seconde chose qui relie ces comités, c’est le fait que les gens s’y présentent en tant qu’individus, non pas en tant que représentant-e-s d’autres organisations. Finalement, ces comités se veulent intersectoriels, reliant les salarié-e-s de tous les milieux, les étudiant-e-s et les sans-emplois.
La structure interne est horizontale, sans chefs, sans représentant-es. La seule légitimité de ces comités est celle qu’ils se donnent à eux-mêmes par leur action. Le pouvoir décisionnel des comités est limité à ce qu’ils font, ils n’ont pas d’autorité sur un autre groupe ou comité, ou sur des gens.
La réalité des comités est hétérogène, ils s’organisent comme ils le désirent. Tous et toutes sont invité-e-s à s’organiser collectivement et à prendre des initiatives contre l’austérité et les hydrocarbures sous la bannière de printemps 2015. » »

## Répression
Plusieurs manifestations pacifiques sont brutalement dispersées par l’antiémeute à Montréal : manif de jour du 23 mars,, celle du soir du même jour. Renouvellement du scénario le 25 mars,,. Le scénario deviendra une constante de presque tous les soirs dans les semaines suivantes.
C’est dans ce contexte, que Maxence Valade, un jeune qui a perdu un œil à la suite de la répression policière lors de l’affrontement du congrès du PLQ à Victoriaville pendant le « printemps érable » de 2012), décide de poursuivre la Sureté du Québec pour sa blessure, dans le but de « débattre du danger mortel que représentent ces armes à létalité réduite utilisées par les policiers et percer le mur de l’impunité policière. »
Un jeune homme, Gabriel Marcoux-Chabot, connu pour le costume de banane qu'il revêt pendant les manifestations, est mordu le 24 mars par un chien policier, utilisé par la police de la ville de Québec (SPVQ) comme « outil de contrôle de foule » lors d’une manifestation. L’incident a fait la joie des animateurs de radio CHOI qui ont célébré le chien et la morsure qu’il a infligée. Régis Labeaume est interpellé par le jeune homme, alias Banane rebelle, dans une lettre ouverte cosignée par plus de 1 300 personnes. Gabriel Marcoux-Chabot y demande à Régis Labeaume d'abolir l'article du règlement municipal qui oblige les manifestants à donner leur itinéraire à l'avance aux policiers et tient ce dernier responsable des violences subies par les manifestants en raison de son rôle dans l'adoption de l'article en 2012. Le maire réplique en se moquant du choix de déguisement de Marcoux-Chabot, disant que les manifestants n'ont qu'à fournir leur itinéraire s'ils veulent manifester légalement,.
Un autre, Éli Dubois, reçoit le même jour à Montréal, en-dehors d’une manifestation, un violent coup de matraque qui lui casse les dents de devant.
À Québec, une jeune fille, Naomie Tremblay-Trudeau, est blessée le 26 mars par un lance-grenade lacrymogène tirée à bout portant au visage. Bien qu’elle ne soit pas la première, ni la seule blessée assez gravement par la répression des manifestations, son cas est particulier parce qu’une vidéo montre clairement les faits.
La médiatisation de cette vidéo et de son cas a aussi conduit à de nombreuses chroniques hostiles à la victime,  une page Facebook « Naomie Nutella » invitant à reprendre la photo de la blessure et d’émettre des commentaires la tournant en dérision, certaines avec un caractère sexuel explicite, une autre en appui au « matricule 3143 » (le policier qui a tiré le projectile) et une troisième invitant directement à invitait carrément « à shooter les étudiants dans la face». Après de nombreuses plaintes et réactions indignées, ces trois pages ont finalement été retirées.
De son côté, le SPVQ affirme avoir suivi des protocoles précis, malgré des avis contraires de plusieurs ex-policiers et autres personnalités,
Un jeune, Patrick Bourgois, est pris à partie le 2 avril à la fin d’une manifestation par un groupe de policiers de l’anti-émeute qui l’attaque par derrière, défonçant la vitre de sa fourgonnette en lui frappant la tête dessus, avant de le frapper violemment et de le laisser sur place. Les policiers ne lui ont pas porté assistance (Patrick Bourgois a été soigné sommairement par un simple citoyen sur place) et « l’incident » a été totalement omis de leur rapport.
En revanche, plusieurs groupes dénoncent l’utilisation abusive d’armes dangereuses pour disperser les marches pacifiques,, et le profilage politique qui pousse à disperser par la force certaines manifestations en en acceptant d’autres. La violence de la répression a suscité des réactions dans certains médias étrangers. Même d’anciens policiers ont été frappés par la brutalité de cette répression et le manque apparent de contrôle de certains policiers de l’anti-émeute
Pendant ce temps, le site du PLQ, au pouvoir et responsable des politiques d’austérité, est victime de nombreuses cyberattaques.